# RCM音源
RCM音源とは、Realtime Convolution & Modulationの略でAFM音源とAWM2音源を融合したヤマハ独自の音源。本項ではFM音源とAWM音源を組み合わせられるDASS音源とMotion Control Synthesis Engineについても説明する。

## RCM音源

### RCM音源搭載機種
ヤマハ・SYシリーズのSY99、SY77、ヤマハ・TGシリーズのTG77の3機種のみ。

### AFM音源
RCM音源に採用されているFM音源。6オペレーター仕様のFM音源に、TX81Zなどで採用されたサイン波を読み替えて作った複数のオシレーター仕様の方式を取り入れて更に拡張した。アルゴリズムやフィードバックの本数が増えた他、レゾナンス付きのフィルターも装備されている。指先のタッチで自在にダイナミックな音色変化の演奏をできる。

### コンボリューション
RCMの頭文字のCの部分。デジタルフィルター内で行う複雑な演算（積和演算）のこと。数学的な詳細は畳み込みを参照のこと。AWMの波形選択にAFMを選択する事で2系統の異なったフィルターを使用する事が可能になる。レゾナンスの使用には条件が付くが、設定によっては発振させることも可能。

### サンプリング変調機能
AFM音源の固有の機能で、RCM音源の最大の特徴。AWM2音源の信号を使ってFM音源のオペレーターに変調をかけることができる。その効果は凄まじく、デジタルファズといった様相の音を創造する。SY99では更にTX16Wでサンプリングした波形をフロッピーディスクから読み込む事が出来るほか、MIDIサンプル・ダンプ・スタンダードに準拠しているサンプラーやコンピューターで波形を取り込んでAWM2音源として使う事が可能になっている。

## DASS音源
FM音源とAWM音源を組み合わせられる機種として、SY35、TG33、SY22、EOS B500、EOS B700があるが、RCM音源と呼称しない。SY99などのRCM音源にはAFM×AWM2のサンプリング変調機能があるのに対して、これらの音源方式はFM+AWMのレイヤーだけなので異なる。これらのFM+AWMの音源をDASS音源(Dual Architectual Synthesis System)と呼び、RCM音源とは明確に区別される。しかしながら、SY35、TG33、SY22の独自の機能としてベクターコントロール機能があり、FM音源とAWM音源の音量のミックスバランスなどをジョイスティックでリアルタイムに操作する事ができる。

## Motion Control Synthesis Engine
2016年に登場したハイブリッドシンセであるMONTAGEと2018年に登場したMODXは、「Motion Control Synthesis Engine」と呼ばれる音源を搭載している。それは8オベレーターのFM音源であるFM-XとAWM2に加え、Super Knob（任意の複数パラメーターを制御）、Motion SEQ（モーションシーケンス：時間軸で音色変化を付加）、エンベロープフォロワー（外部オーディオ入力をモジュレーションソースとして使用可能）の3つの機能を持ったモーションコントロール・シンセシスを組みあわせることで多彩な音色を生み出すことが可能をなっている。

## 他社の類似した音源
コルグが開発したMOD-7という音源がある。これは、コルグ独自の物理モデル音源（MOSS音源）のVPM(Variable Phase Modulation)アルゴリズムのテクノロジーをベースにしたディジタルシンセシスであり、VPMシンセシス音源とも呼ばれる。FMシンセシスやPCM波形のモジュレーター使用、パッチング、ウェイブ・シェイビングでの加工、さらには6個のオシレーターによるアナログシンセシスも可能となっている。現在ではOASYSの追加音源やKRONOSの標準音源としてリリースされている。